# John Huston Finley, Jr.
John Huston Finley (* 11. Februar 1904 in New York City; † 11. Juni 1995 in Exeter) war ein US-amerikanischer Klassischer Philologe.

## Leben
Er erwarb den A.B. magna cum laude in Harvard 1925, den Ph.D. (Quo modo poetae epici graeci heroas sententias fabulas moribus publicis accommodaverint) Harvard 1933 und den D. Litt. (hon.) Harvard, 1968. Er lehrte als Eliot Professor of Greek Literature von 1942 bis 1976 und als George Eastman visiting professor an der Oxford University (1954–1955).
1946 wurde Finley in die American Academy of Arts and Sciences gewählt.

## Schriften (Auswahl)
- Pindar and Aeschylus. Cambridge 1955, OCLC 578946349.
- Four stages of Greek thought. Cambridge 1967, OCLC 919838572.
- Three Essays on Thucydides. Cambridge 1967, OCLC 1041878537.
- Homer’s Odyssey. Cambridge 1979, ISBN 0-674-40614-1.